# Hanomag

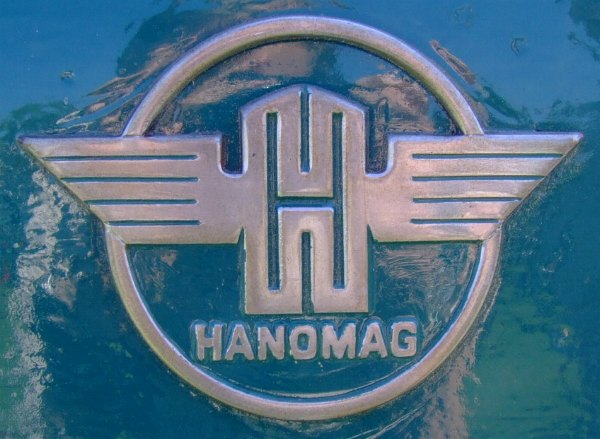
Símbolo de Hannoversche Maschinenbau AG.

La empresa Hanomag (proviene del acrónimo: Hannoversche Maschinenbau AG) fue un fabricante de locomotoras de vapor, tractores, camiones, vehículos militares y coches en Hanover, Alemania fundada en 1871. Durante los años sesenta tuvo relaciones con empresas como Borgward, INSUD (primer representante argentino de Hanomag), la fundición argentina Cura (con la cual estableció una fábrica en la provincia de Santa Fe) y la empresa española Barreiros Diésel S.A.. 
Finalmente operaron sobre Continental AG. La empresa realizó un masivo envío de material ferroviario a Rumanía y Bulgaria antes de la Primera Guerra Mundial. 

## Historia

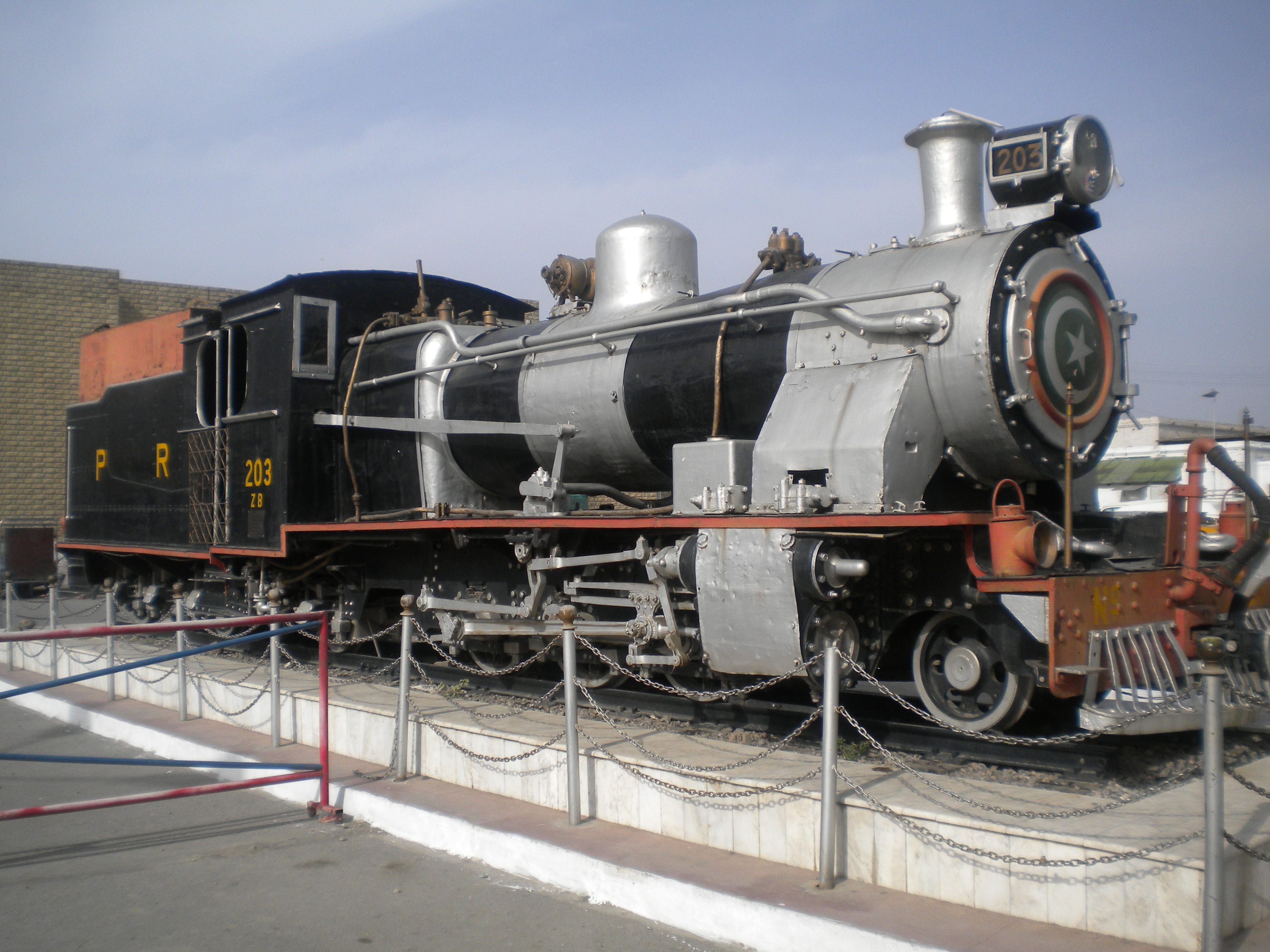
Locomotora Hanomag construido en 1932

Las primeras actividades de la empresa se remontan a la época de 1835 cuando Georg Egestorff funda una compañía denominada Eisen-Giesserei und Maschinenfabrik Hannover. El objeto de la empresa es la fabricación de máquinas: Locomotora de vapor. Su ámbito de operación era la compañía de ferrocarriles del estado de Hannover. En 1871 cambió su denominación a Hannoversche Maschinenbau AG. a partir de 1905 fue una de las compañías sumistradoras de material ferroviario al ejército alemán. en 1931 se relanzó el interés por los turismos y se creó la filial Hanomag Automobil und Schlepperbau GmbH donde fabricaron automóviles en serie hasta 1951.

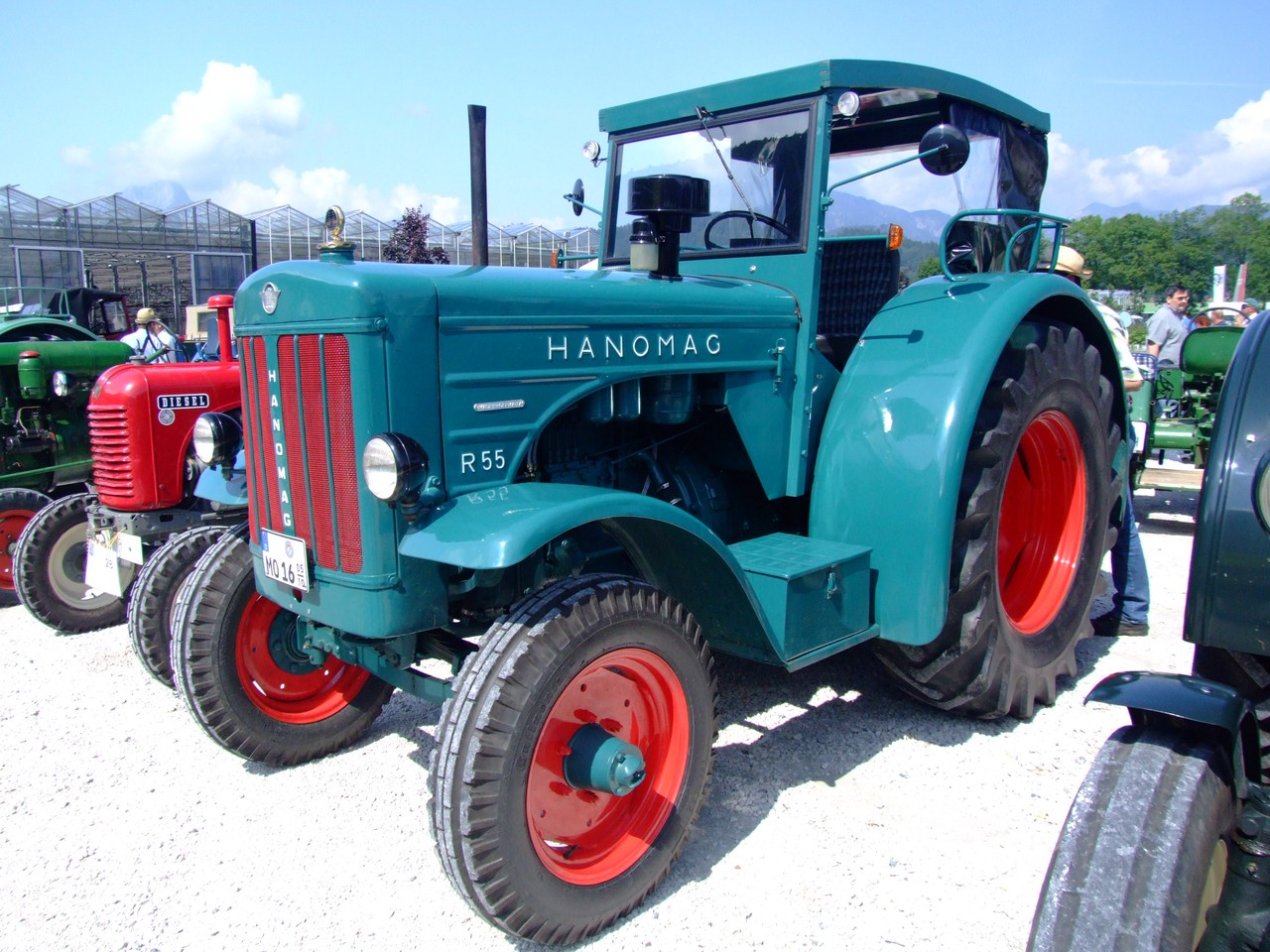
Tractor Hanomag R55

En la década del 50', realiza un acuerdo con la empresa argentina InSud, la cual ensambla bajo licencia, los modelos R35 y R55. Posteriormente, en 1960 firma un convenio con la fundición Cura, estabelciendo la Rheinstahl Hanomag-Cura, la cual funcionó hasta 1971 tras la compra de los activos por parte de Massey Ferguson a nivel mundial.
En los años sesenta realiza una alianza con el empresario Eduardo Barreiros para la construcción de tractores en España.
En 1964, se hizo cargo de Rheinische Stahlwerke AG (Rheinstahl Group) esta era una empresa en la industria del acero, así como la ingeniería de máquinas e instalaciones, y en una inversión histórica de la compañía se fusionó con Hanomag.
La operación de tractores agrícolas fue vendida a Massey Ferguson y en 1969 la división de fabricación de camiones de Hanomag-Henschel fue a Daimler-Benz AG, dejando a Hanover la fabricación de máquinas de movimiento de tierras para Massey Ferguson
En 1989, el segundo más grande del mundo fabricante de máquinas de construcción, Komatsu, compró una participación de Hanomag AG y desde 2002 Komatsu Hanomag GmbH es una filial 100% de la empresa global.

## Hanomag en Argentina
En el año 1960 Cura Hnos, comenzó a levantar dentro del predio una fábrica para hacer palanquilla a partir de un horno eléctrico que luego suspendió por asociarse con Rheinstahl Hanomag, de Alemania para fabricar tractores. La nueva empresa por la fusión, utilizó la nave industrial de Granadero Baigorria, mientras se edificaba la de administración y fábrica de la nueva sociedad.
En el año 2011 Hanomag retornó al país de la mano de DHM Industria SA, empresa con base en Bell Ville (Córdoba), dedicada a la fabricación y venta de productos de las marcas Hanomag y Michigan, entre otras. La empresa cuenta con una amplia red de más de 78 concesionarios en todo el país.
Ofrece a sus clientes asesoramiento, asistencia técnica y un stock de repuestos permanente e inmediato.
Modelos producidos
- R 40 A/B
- R 40 RCE/RCT[4]
- R 46[5]
- R 55[6]
- R 57 Brillant[7]
- R 60[8]
- R 75 Super[9]

Modelos producidos por DHM Industria S.A.
Elevadores
- E143 (Elevador)[11]
- E248TT (Elevador)[12]

Palas cargadoras
- H140 (Pala cargadora frontal)[13]
- H148 (Pala cargadora frontal)[14]
- H150 (Pala cargadora frontal)[15]

Tractores línea TR
- FR65[16]
- TR45[17]
- TR 60[18]
- TR65[19]
- TR80[20]
- TR85 / TR85 CA[21]
- TR115CA[22]
- TR145CA[23]
- TR175CA[24]
- TR195CA[25]

Tractores línea Stark
- INV2[26]
- PARK2[27]
- AGR2[28]
- AGR4[29]

Tractores Agrícolas/Parqueros
- 300A[30]
- 304A[31]
- 600A[32]
- 604A[33]
- 300P[34]